# Liste der Baudenkmäler in Schonnebeck
Die Liste der Baudenkmäler in Schonnebeck enthält die denkmalgeschützten Bauwerke auf dem Gebiet von Essen-Schonnebeck, Stadtbezirk VI, in Nordrhein-Westfalen (Stand: Januar 2016). Diese Baudenkmäler sind in der Denkmalliste der Stadt Essen eingetragen; Grundlage für die Aufnahme ist das Denkmalschutzgesetz Nordrhein-Westfalen (DSchG NRW).

| Bild           | Bezeichnung             | Lage                     | Beschreibung                      | Bauzeit   | Eingetragen seit | Denkmal- nummer |
| -------------- | ----------------------- | ------------------------ | --------------------------------- | --------- | ---------------- | --------------- |
| weitere Bilder | Jugendhalle Schonnebeck | Saatbruchstraße 52 Karte | Wurde als Werkbundhalle eröffnet. | 1913–1914 | 10. Juli 1986    | 120             |